# Nampabius tennesseensis
Nampabius tennesseensis är en mångfotingart som beskrevs av Chamberlin 1913. Nampabius tennesseensis ingår i släktet Nampabius och familjen stenkrypare. Inga underarter finns listade i Catalogue of Life.